# Kiss Mihály (unitárius esperes)
Kiss Mihály (Torda, 1809. április 28. – Árkos, 1889. január 21.) unitárius lelkész és esperes, gyümölcstermesztő, népmesegyűjtő.

## Élete
Kiss Mihály unitárius lelkész és Koncz Zsuzsannának fia. Kiss 1821-ben ment a székelykeresztúri középiskolába és 1826-ban a kolozsvári unitárius kollegiumba, ahol négy évig tanult; azután két évet töltött jogi tanulmányokkal a református főiskolában. 1832-ben pár évi joggyakorlatra ment a marosvásárhelyi királyi táblához. Az 1834-es kolozsvári országgyűlésen a királyi tábla is testületileg jelen lévén, ő is ott időzött. 1835. január 12-én meghivatván a szentmihályi papi állomásra, vonzalmát követve, azt elfogadta. 1841-ben, mert ősi birtokos Árkos (Háromszék megye) közelében volt, oda ment lelkésznek; azon évben lett egyházköri jegyző és négy év múlva esperes. 1880-ban nyugalomba lépett. A zenészetnek nagy kedvelője volt (tilinkót, fuvolát, pikulát, gitárt, hárfát, zongorát és orgonát játszott).
Templomi énekei vannak az Ar.-Rákosi Székely Sándor által összeállított Énekes könyvben, nevezetesen: a Teremtő nagy Isten... kezdetű ének. Cikkei a kolozsvári Keresztény Magvetőben (1861-89), egyházi beszéde (1847. Erdélyi Prot. Egyh. Beszédek Tárában) jelentek meg.

## Munkái
- Bölcseség gyöngyei. Ifjunak és vénnek, gazdagnak, szegénynek üdvére és hasznára. Kolozsvár, 1846.
- A szentirás gyöngyei; vagyis bibliai legjelesebb mondatok betűrend szerint kiválogatva. Uo. 1847.
- Történelmi gyöngyök. Uo. 1863. (és 1893. Uo.)

Prédikációi és az atyja által írt naplójegyzetek folytatása kéziratban vannak.